# Wesmaelius persimilis
Wesmaelius persimilis is een insect uit de familie van de bruine gaasvliegen (Hemerobiidae), die tot de orde netvleugeligen (Neuroptera) behoort. 
Wesmaelius persimilis is voor het eerst wetenschappelijk beschreven door Ohm in 1967.